# Colegio República de Bolivia
El Colegio República de Bolivia o Colegio Bolivia es una Institución de Educación Distrital localizada en la ciudad de Bogotá, Colombia en la localidad de engativá. El colegio atiende en aulas exclusivas a estudiantes en condición de Discapacidad intelectual y está adscrito al Ministerio de Educación de Colombia. Es una de las pocas Instituciones de Educación Distrital que atiende a estudiantes en esta condición con un método de educación formal adaptado.

## Historia
El colegio Bolivia fue fundado en el año 1977, se rige por la resolución 248 del 1 de febrero de 2008 de la secretaría de educación distrital, el nivel preescolar fue aprobado por la resolución 2814 de 2002, el nivel de básica primaria fue aprobado por la resolución 3848 de 2001. en el año 2010 gradúa su primera promoción de estudiante con énfasis en trabajo ocupacional y convivencia.Entre los graduandos mas notables se destacaron Eduar alexis cortes ,jose luis gutierrez alex bernal villalobos entre otros

## Reconocimientos
Esta institución educativa ha logrado diferentes reconocimientos como:
- 2017: donación de 40 tabletas proyecto Profuturo fundación Telefónica.[4][5]

- 2009: tercer lugar en el Premio a la investigación e innovación educativa y pedagógica, Instituto para la Investigación Educativa y el desarrollo Pedagógico (IDEP).[6] Yolanda Villareal Gil, Carmen Eliana Chaparro.

- 2004-2005: Galardón a la Excelencia, otorgado por el Distrito Capital, Orden Civil al Mérito Ciudad de Bogotá", en el grado de "Gran Oficial", por su labor educativa con poblaciones especiales,[7]

## Metodología educativa

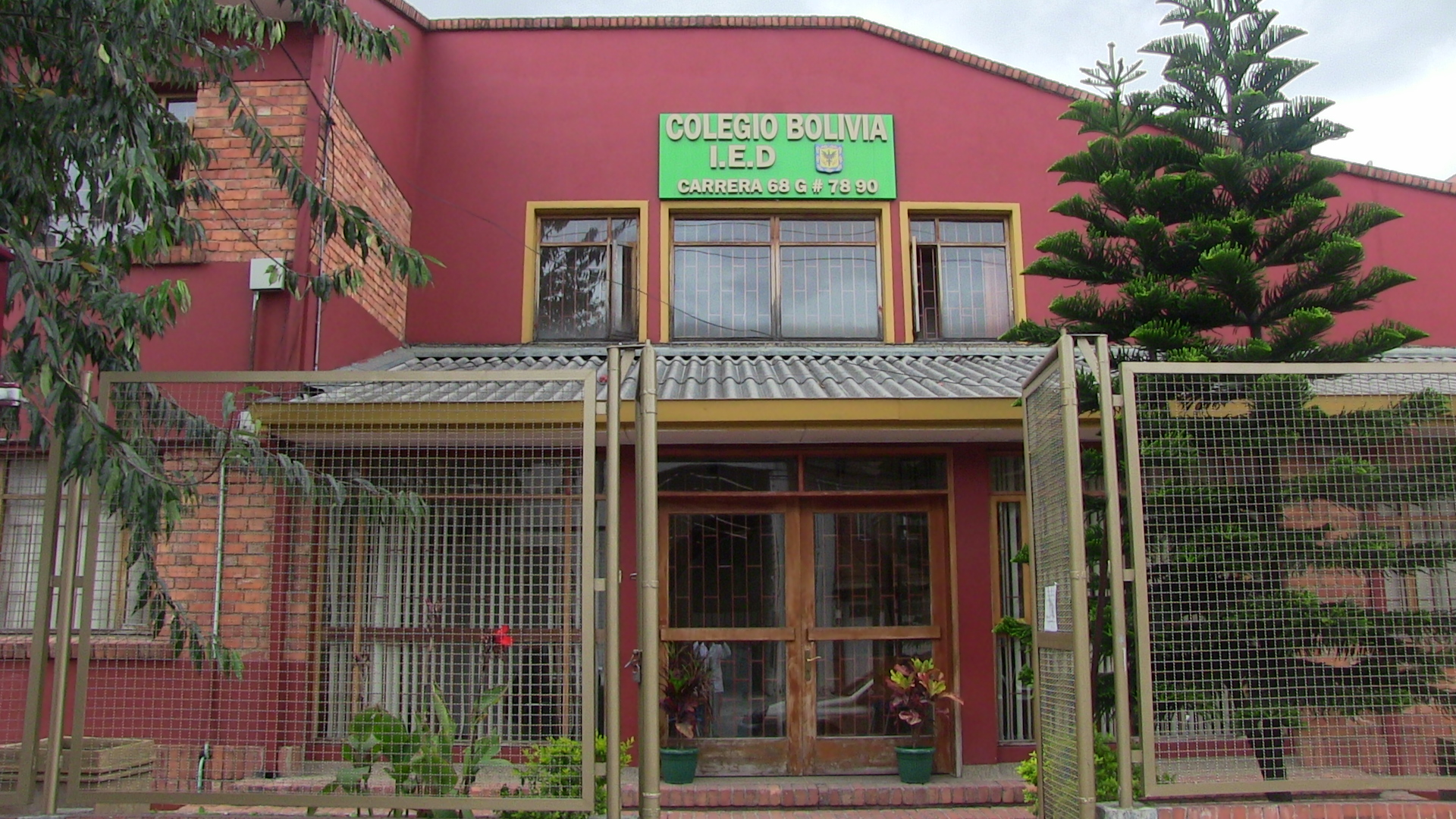
Entrada Principal.

El programa educativo está orientado a alumnos con Discapacidad intelectual. Además de incluir una formación con asignaturas básicas tradicionales, se imparten clases de especialización en actividades prácticas como la horticultura, tarjetería, marroquinería y otras, que permiten a los estudiantes desarrollar un oficio a su salida del centro.
Esto contribuye al proceso de inclusión en la sociedad de los estudiantes y al desarrollo de competencias necesarias para su autosuficiencia. Los estudiantes crean anualmente ferias empresariales donde exponen y comercializan los productos realizados en el centro educativo.

## Áreas obligatorias y fundamentales
Desde el año 2011, el colegio implementó la enseñanza de las áreas obligatorias y fundamentales con docentes especializados adaptando cada asignaturas desde los planes de estudio y mallas curriculares, así:
| Área                     | Docente             | Jornada |
| ------------------------ | ------------------- | ------- |
| Biología y química       | Adriana Gómez Bello | mañana  |
| Matemáticas y Física     | Joan Manuel Pérez   | mañana  |
| Inglés                   | Shirley Díaz        | mañana  |
| Tecnología e Informática | Castulo Muñoz       | mañana  |

## Proyectos pedagógicos ocupacionales
Esta institución educativa se caracteriza por la formación ocupacional desde Proyectos Pedagógicos Ocupacionales como:
| PPO        | Imagen |
| ---------- | ------ |
| Panadería  |        |
| Artesanías |        |

## Publicaciones
Se encuentran diferentes publicaciones sobre esta institución como:
| Nombre | Autor                                                          | Año  | Enlace |
| --- | -------------------------------------------------------------- | ---- | --- |
| RELATO DE UN SUPERHÉROE Herramientas pedagógicas para potenciar la oralidad, la lectura y escritura de estudiantes en condición de discapacidad cognitiva            | Joan Manuel Peréz, Carmen Sofía Peréz, María del Pilar Cáceres | 2016 | http://www.idep.edu.co/sites/default/files/libros/Educacion_pedagogia_Aportes_de_maestros.pdf#page=315       |
| REDDI Proyecto sueña y vuela con tu imaginación | Joan Manuel Peréz, Carmen Sofía Peréz, María del Pilar Cáceres | 2016 | http://revistas.idep.edu.co/index.php/mau/article/view/1699                                                  |
| Sueña y vuela con tu imaginación: Estrategias didácticas para fortalecer la lectura, escritura y oralidad de los estudiantes en condición de discapacidad cognitiva. | Joan Manuel Peréz, Carmen Sofía Peréz, María del Pilar Cáceres | 2016 | http://www.tramayfondo.com/actividades/viii-congreso/comunicaciones/com21_8congreso_infancia-y-violencia.pdf |
| Redes de maestros, un camino a la inclusión | Joan Manuel Peréz, Carmen Sofía Peréz, María del Pilar Cáceres | 2015 | https://www.magisterio.com.co/articulo/redes-de-maestros-un-camino-la-inclusion                              |
| Emprendimiento y formación Ocupacional. | Yolanda Villareal Gil                                          | 2011 | http://www.idep.edu.co/sites/default/files/archivo_magazine/Magazin%20Aula%20Urbana%20Edicion%20No%2082.pdf  |
| Desarrollo de competencias laborales: un camino hacia la inclusión laboral de jóvenes en situación de discapacidad.                                                  | Yolanda Villareal Gil, Carmen Eliana Chaparro                  | 2009 | http://www.idep.edu.co/premio/wp-content/uploads/2016/11/Premio_Investigacion_2009.pdf                       |

## Trabajos de investigación
Entre los trabajos de investigación pedagógica realizados sobre la institución se incluyen los siguientes:
- La inclusión educativa en el Colegio República de Bolivia: Es una investigación pedagógica que trata sobre la aplicación del índice de inclusión Booth y Ainscowen en el Colegio República de Bolivia. Según el estudio, la institución cumple con los postulados de la universalización del acceso a la educación básica propuestos por la UNESCO a grupos subrepresentados. El centro no da solución plena a la cultura de inclusión recomendada en la Conferencia Mundial sobre Educación Para Todos (Jomtien, 1990) dado que las políticas educativas de la institución permiten solo el acceso a un tipo de Discapacidad intelectual. Según el estudio esta institución es la única que permite que los estudiantes puedan lograr un título de bachiller.[10] Tanto las encuesta a los tutores de los estudiantes como las realizadas a otros actores educativos revelaron la necesidad de innovación en la práctica pedagógica de la institución desde su forma de enseñanza hasta sus instalaciones, tesis de maestría, Romero Gloria Nancy, Pontificia universidad Javeriana, 2015.[11]
- Didáctica matemática para el currículo adaptado a estudiantes en condición de discapacidad cognitiva leve: Investigación pedagógica basada en la Teoría de las Situaciones Didácticas (TSD) de Guy Brousseau, que busca la adaptación de este método a estudiantes en condición de Discapacidad Intelectual de grado octavo y noveno del colegio República de Bolivia I.E.D.; está investigación logró concluir que la Teoría de las Situaciones Didácticas (TSD) mejora de forma significativa los aprendizajes en los sistemas numérico, métrico y espacial, mientras que no tiene ese mismo efecto en los sistemas numérico, métrico y espacial, esta investigación también logró concluir que este método también puede mejorar las capacidades sociales y afectivas de los estudiantes; Tesis de maestría, Pérez Joan Manuel, Instituto Tecnológico y de Estudios Superiores de Monterrey, 2015.[12]
- Las prácticas de la licenciatura en educación básica con énfasis en matemáticas, un reto frente a las aulas inclusivas y exclusivas: Durante el año 2011 se realizaron prácticas intensivas en el colegio introduciendo a futuros profesores de matemáticas con alumnos con Necesidades Educativas Especiales del centro. La conclusión fue que este contacto real de los estudiantes de licenciatura tuvo un impacto real en el número de futuros profesores que desean realizar su labor ateniendo las Necesidades Educativas Especiales para así posibilitar la futura formación de los estudiantes de este colectivo en una asignatura básica para su desarrollo.[13]